# 帕拉区
帕拉区（Para）是苏里南北部的一个区，总面积5,393 km²，总人口15,120。首府为翁弗瓦赫特（Onverwacht）。主要产业为矿业与林业。